# Мэнзел, Джонни
Джонатан Пол Мэнзел (англ. Jonathan Paul Manziel, род. 6 декабря 1992 года), по прозвищу Джонни-Футбол (англ. Johnny Football), — американский профессиональный игрок в американский футбол, выступавший за клуб Национальной футбольной лиги «Кливленд Браунс» в 2014—2015 годах, в настоящий момент — свободный агент.
Мэнзел был выбран а драфте НФЛ 2014 года под общим 22 номером клубом «Кливленд Браунс». До прихода в НФЛ Джонни выступал за футбольную команду университета Техас A&M. В университете Мэнзел установил множество рекордов первого дивизиона NCAA и конференции SEC. Среди этих рекордов он стал первым новичком и пятым игроком в истории NCAA, сделавшим 3000 пассовых ярдов и 1000 ярдов на выносе за один сезон. По окончании сезона он стал первым в истории новичком, получившим Приз Хайсмана, награду Мэннинга и приз лучшему квотербеку. С его помощью Техас A&M в финальном для себя матче сезона — Коттон Боуле одержали победу над Оклахомой со счётом 41:13.
Перед началом сезона 2012 года болельщики университета Техас A&M дали Мэнзелу прозвище Джонни-Футбол, которое в настоящее время является зарегистрированным товарным знаком.
Несмотря на то, что Мэнзел не играл в бейсбол со старшей школы, он был выбран на драфте МЛБ 2014 года под общим 837 номером клубом «Сан-Диего Падрес». Мэнзел официально считается шорт-стопом.
Известен своим зачастую беспечным поведением вне стадиона: периодически пропускает тренировки ради вечеринок с алкоголем, был обвинён бывшей девушкой в нанесении побоев. В связи с этим руководство «Кливленда» намекнуло на возможное расторжение контракта с Джонни после сезона 2015, что и было сделано 11 марта